# Platzbahnkegeln

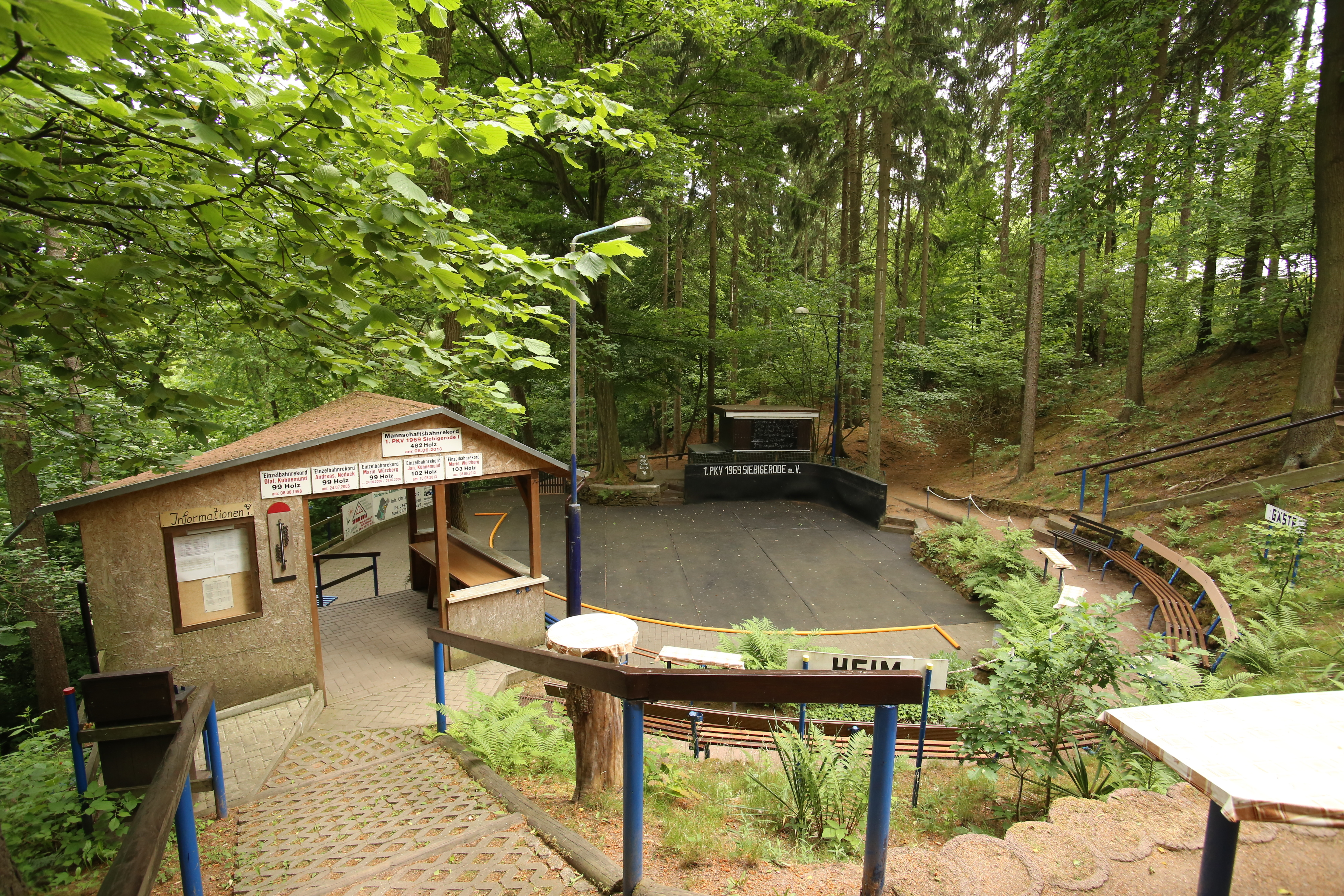
Platzkegelbahn in Siebigerode

Das Platzbahnkegeln ist eine regionale Sonderform des Kegelns, bei der die Kugel auf althergebrachte Weise geworfen anstatt gerollt wird. Es findet üblicherweise im Freien statt und kommt als Wettkampfsport nur im Mansfelder Land und im südlichen Sachsen-Anhalt vor. Dort werden seit 1964 Meisterschaften ausgetragen. Da es in der DDR nicht möglich war, einen eigenständigen Verband zu gründen, waren die Platzbahnkegler den „Langbahnkeglern“ (Asphaltbahn) zugeordnet.
Platzbahnkegeln war „der“ Volkssport im Mansfelder Land und soll hier mit dem Aufschwung des Bergbaus durch österreichische und oberbayerische Bergleute eingeführt worden sein (siehe auch Geschichte des Kegelns), die nach der Arbeit Abwechslung suchten und das Spiel aus Italien kannten. Dort wurden die Kegel in der Mitte eines Kreises von etwa zehn Meter Durchmesser aufgestellt und vom Rand aus versucht, durch das Werfen einer Kugel „den Platz abzuräumen“.

## Regeln
Beim Platzbahnkegeln im Mansfelder Land wurde der Platz auf einen Viertelkreis reduziert und die Kegel in einem Abstand von 6,50 Meter zu einer markierten Standfläche sowie 80 Zentimeter untereinander aufgestellt. Die etwa fünf Kilogramm schwere Holzkugel hat bis zu 24 Zentimeter Durchmesser, ein Kegel 10 Zentimeter. Dieser besteht aus Hartholz (in der Regel Hainbuche) und ist 60 Zentimeter hoch (der König 3 Zentimeter höher). Die Standfläche der Kegel ist befestigt und mit einer Gummimatte versehen. Etwa 80 Zentimeter hinter den Kegeln wird zum Schutz der Zuschauer sowie des Materials eine Fangwand errichtet. Die Standfläche für die Spieler ist meist mit Pflaster ausgelegt und einer Abwurfkante versehen.
Diese seltene Sportart wird aufgrund der Besonderheit des Werfens statt Rollens, des hohen Gewichts der Kugel und der mehr als sechs Meter Entfernung zu den Kegeln in der Regel nur von Männern betrieben, ist mit einer kleineren und leichteren Kugel aber auch für Frauen möglich.